# Petar Ivanov (wioślarz)
Petar Ivanov (wł. Pietro Ivanov; ur. 30 sierpnia 1894 w Zadarze, zm. 22 marca 1961 w Civitavecchii) – chorwacki wioślarz reprezentujący Królestwo Włoch, brązowy medalista olimpijski.
Wystąpił na igrzyskach olimpijskich w Paryżu w 1924, gdzie reprezentanci Włoch w składzie: Ante Katalinić, Frano Katalinić, Šimun Katalinić, Giuseppe Crivelli, Latino Galasso, Petar Ivanov, Bruno Sorić, Carlo Toniatti i Viktor Ljubić (sternik) zdobyli brązowy medal w ósemkach. W finale wyprzedziły ich jedynie osady Stanów Zjednoczonych i Kanady. Był to jego jedyny start olimpijski.
W tej samej konkurencji zdobył także złoty medal na mistrzostwach Europy w Como (1923).
Po zakończeniu kariery pracował jako trener w klubie VK Krka Šibenik.